# Isachne rigens
Isachne rigens är en gräsart som först beskrevs av Olof Swartz, och fick sitt nu gällande namn av Carl Bernhard von Trinius. Isachne rigens ingår i släktet Isachne och familjen gräs. Inga underarter finns listade i Catalogue of Life.